# Penelope Gilliatt
Penelope Gilliatt  /ˈdʒɪliət/ Penelope Ann Douglass Conner; (Londres, 25 de marzo de 1932–9 de mayo de 1993) fue una novelista, cuentista, guionista y crítica de cine inglesa. Como una de las principales críticas de cine de la revista The New Yorker en las décadas de 1960 y 1970, Gilliatt era conocida por sus detalladas descripciones y evocadoras críticas. Escritora de cuentos, novelas, libros de no ficción y guiones, Gilliatt fue nominada al Oscar al mejor guion original por Sunday Bloody Sunday (1971).

## Biografía
Nacida en Londres, Gilliatt era hija de Marie Stephanie Douglass y de un abogado llamado Cyril Conner. Ambos progenitores procedían de Newcastle upon Tyne y se divorciaron poco después del nacimiento de su hija. Gilliatt creció en la clase media alta de Northumberland, donde su padre (que había dejado su práctica legal) fue director de la BBC en el noreste de 1938 a 1941, y ella conservó durante toda su vida un amor por la región de la Muralla Romana. Gilliatt asistió al Queen's College en Londres antes de obtener una beca para asistir al Bennington College en Vermont.
Gilliatt se casó con el neurólogo Roger Gilliatt en 1954 y continuó usando su nombre después de su divorcio. Luego, Gilliatt estuvo casada con el dramaturgo John Osborne entre 1963 y 1968 y vivió en el número 31 de Chester Square, en el centro de Londres, en una casa diseñada por el arquitecto Sir Hugh Casson. Ella dio a luz a su única hija, una niña llamada Nolan, a quien Osborne más tarde repudió. Después de su divorcio de Osborne, mantuvo una relación sentimental con Mike Nichols y Edmund Wilson. El crítico de cine del New York Times, Vincent Canby, fue su compañero durante muchos años. Gilliatt murió de alcoholismo en 1993.

## Crítica cinematográfica
Gilliatt comenzó a trabajar como crítica de cine y teatro en el periódico londinense The Observer, donde escribió numerosas críticas entre 1961 y 1967. En 1967, comenzó a escribir una columna en The New Yorker, en la que se alternaba durante intervalos de seis meses con Pauline Kael como crítica de cine jefe de esa publicación. La columna de Gilliatt se publicaba desde finales de primavera hasta principios de otoño, y la de Kael durante el resto del año. Las perspectivas opuestas de Kael y Gilliatt constituían un importante atractivo para la revista. La crítica de Gilliatt tendía a centrarse en metáforas visuales e imágenes, describiendo escenas de películas en detalle con su característico estilo grandilocuente. También se enorgullecía de conocer personalmente a actores y directores, y solía entrelazar su relación con ellos en las críticas de sus películas. Muchos de los lectores de Gilliatt apreciaban su escritura colorida y detallada, mientras que otros consideraban que su estilo distraía y era superfluo para la crítica cinematográfica, y opinaban que su descripción de las películas era demasiado completa.
Gilliatt escribió perfiles de muchos directores, pero entre sus favoritos se encuentran Ingmar Bergman, Jean Renoir, Luis Buñuel, Jeanne Moreau y Woody Allen.
Su carrera como crítica de cine para The New Yorker terminó en 1979, después de que se determinara que un perfil que había escrito sobre Graham Greene contenía pasajes no atribuidos, tomados de un artículo sobre Greene escrito por el novelista Michael Meshaw que había aparecido en The Nation dos años antes. El verificador de datos había advertido al editor William Shawn sobre el plagio, pero Shawn publicó el artículo de todos modos. Tras su aparición, Greene dijo que el "llamado Perfil" que Gilliatt había escrito sobre él era "inexacto" y producto de una "imaginación bastante descabellada". Aunque ya no escribía críticas cinematográficas para The New Yorker, Gilliatt siguió publicando ficción en la revista.
Algunos de sus escritos sobre cine (y teatro) se recopilaron por primera vez en Unholy Fools: Wits, Comics, Disturbers of the Peace: Film & Theater (1973), que reimprime artículos publicados por primera vez en The Guardian, Harper's Bazaar / Queen / Harper's & Queen, The New Yorker, The Observer,  The Spectator y Vogue. Una colección posterior, Three-Quarter Face: Reports & Reflections (1980), incluye artículos de The New Yorker y su artículo «Nabokov» de Vogue. Además, Gilliatt publicó dos libros de no ficción sobre dos directores de cine franceses, Jean Renoir: Essays, Conversations, Reviews (1975) y Jacques Tati (1976), así como un libro sobre comedia, To Wit: Skin and Bones of Comedy (1990).

## Ficción
Además de sus libros de crítica y no ficción, Gilliatt escribió cuentos, novelas, telefilmes y un guion cinematográfico. Se trataba de Sunday Bloody Sunday (1971), un tratamiento aceptable de la homosexualidad basado en una historia personal del director John Schlesinger. Schlesinger se puso en contacto con ella para colaborar en el guion, en parte debido a su primera novela, One by One. Escribió el primer borrador y abandonó el proyecto para trabajar en The New Yorker. El guion final fue revisado a fondo por David Sherwin y John Schlesinger en su ausencia. Por el guion de la película, ganó varios premios al mejor guion, entre ellos el New York Film Critics Circle Award, el Writers Guild of America, EE. UU., y el Writers' Guild of Great Britain. El guion también fue nominado a un Oscar y a un BAFTA.
Gilliatt escribió varias novelas, entre ellas One by One (1965), A State of Change (1967), The Cutting Edge (1978), Mortal Matters (1983) y A Woman of Singular Occupation (1988). Mortal Matters, que trata en gran medida sobre la construcción naval y las sufragistas, se desarrolla en gran parte en Northumberland y Newcastle. Hay varias páginas dedicadas a Hexham y numerosas menciones a lugares de Newcastle. Celebra los logros del Nordeste, incluidos los barcos Mauretania y Turbinia de Charles Parsons. Gilliatt también elogia al Torrens, el barco construido en Sunderland en el que Joseph Conrad sirvió durante dos años a partir de 1891.
Los cuentos de Gilliatt, muchos de los cuales se publicaron por primera vez en The New Yorker, se recopilaron en What's It Like Out? y otros cuentos (edición del Reino Unido, 1968) / Come Back If It Doesn't Get Better (edición de los Estados Unidos, 1969), Nobody's Business (1972), Splendid Lives (1977), Quotations from Other Lives (1982), They Sleep Without Dreaming (1985), 22 Stories (1986), y Lingo (1990).